# Aeropuerto Internacional de Peshawar
El Aeropuerto Internacional de Peshawar (IATA: PEW, OACI: OPPS) es un aeropuerto ubicado en la ciudad de Peshawar en la frontera noroeste de Pakistán. Ubicado a unos diez minutos en coche desde Peshawar, es el cuarto aeropuerto más grande de Pakistán. Un elemento inusual es que uno de los extremos de la pista principal está cruzada por una vía de ferrocarril.

## Aerolíneas y destinos

### Domésticos
- Airblue (Karachi)
- Pakistan International Airlines (Chitral, Dera Ismail Khan, Islamabad, Karachi, Lahore)

### Internacionales
- Air Arabia (Sharjah)
- Airblue (Dubái)
- Emirates (Dubái)
- Etihad Airways (Abu Dhabi)
- Gulf Air (Baréin)
- Pakistan International Airlines (Abu Dhabi, Al Ain, Doha, Dubái, Yeda, Kabul, Kuwait, Riad)
- Qatar Airways (Doha)
- Shaheen Air International (Abu Dhabi, Al Ain, Doha, Dubái)
- Saudia (Yeda, Medina, Riad)

### Chárter
- Askari Aviation
- Peshawar Flying Club

## Eventos
- El 23 de octubre de 1986, un Fokker F-27 Friendship Mk 600 de Pakistan International Airlines se estrelló durante la aproximación al aeropuerto internacional de Peshawar cuando intentaba aterrizar en él. Afortunadamente, 41 personas sobrevivieron al accidente pero otras trece, incluyendo cuatro miembros de la tripulación, murieron en el accidente. El avión estaba registrado como AP-AUX.
- El 1 de mayo de 1960, un Lockheed U-2 de EE. UU., pilotado por Gary Powers, salió del aeropuerto de Peshawar para sobrevolar la Unión Soviética. El avión cayó y el piloto fue capturado y puesto a prueba en la URSS. Esto propició la Crisis del U-2 de 1960.